# Station touristique Stoneham

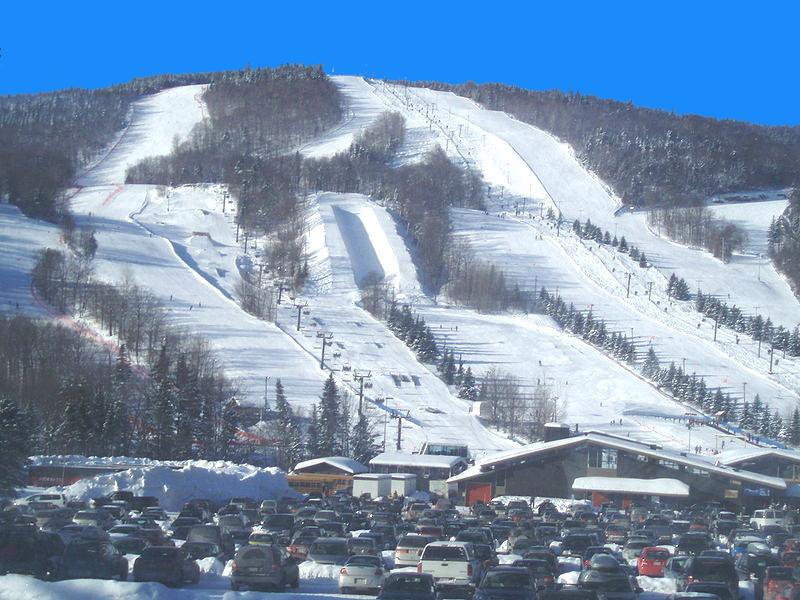
Blick auf das Wintersportgebiet

Die Station touristique Stoneham (englisch Stoneham Mountain Resort) ist ein Wintersportgebiet in der kanadischen Provinz Québec. Es liegt in den Laurentinischen Bergen auf dem Territorium der Gemeinde Stoneham-et-Tewkesbury, etwa 30 km nördlich der Stadt Québec.
Das Gebiet erstreckt sich über vier Gipfel bis in eine Höhe von 593 m, wobei der maximale Höhenunterschied 345 m beträgt. Vier Sesselbahnen und drei Skilifte erschließen 42 Pisten mit einer Gesamtlänge von 32 km. Von diesen sind 19 Pisten (15,6 km) abends beleuchtet. Es gibt darüber hinaus drei Funparks und eine nach FIS-Reglement normierte Halfpipe für Snowboard-Wettbewerbe. Die Saison dauert von Ende November bis Anfang April.
Seit der Saison 2007/08 ist Stoneham jedes Jahr fester Bestandteil des Snowboard-Weltcups bzw. des Freestyle-Skiing-Weltcups, außerdem fanden hier die Snowboard-Weltmeisterschaften 2013 statt. Im Dezember 1993 war Stoneham Austragungsort eines Slalomrennens des Alpinen Skiweltcups, das von Alberto Tomba gewonnen wurde.